# Robin Thomas
Robin Thomas (nacido el 12 de febrero de 1949) es un actor de cine, televisión y teatro, y un escultor estadounidense. Cambió su nombre profesional a su nombre de nacimiento Robin Thomas Grossman en 1984 pero volvió a utilizar Robin Thomas en 2015.

## Carrera
Loso papeles televisivos más conocidos de Thomas son como Mark Singleton en Another World (1983–85), y como Geoffrey Wells en Who's the Boss?. Tuvo papeles recurrentes en series como Murphy Brown, Matlock, Life Unexpected, y The Division. Apareció en películas como Pacific Rim, ¿Te acuerdas de anoche?, The Contender, Summer School, yThe Banger Sisters. Ha aparecido en series de televisión como Misfits of Science, Midnight Caller, Party of Five, Pacific Blue, Queer as Folk, Murphy Brown, Life Unexpected, NCIS, NCIS: Los Ángeles, CSIː Miami, CSIː Nueva York, Mentes Criminales, Franklin & Bash, Castle, Manhattan, Fuller House,y Crazy Ex-Girlfriend, entre otras.

## Vida personal
Nacido en Carlisle, Pensilvania, Thomas asistió a la Academia Mercersburg y se graduó en 1967. Thomas obtuvo un BFA en la Universidad Carnegie Mellon donde fue aceptado en el departamento de drama como actor. Se graduó en el departamento de Arte con una Licenciatura en escultura. Después de su graduación, se mudó a Nueva York.[cita requerida]
Thomas pasó sus 150 primeros años tempranos en Nueva York como escultor, creando obras cinéticas empleando plexiglás, acero inoxidable, teflón, agua, aceite, aire, bombas, motores, y luces. Sus trabajos se exhibieron en el Museo de la Basura, en el Festival The Three Rivers, y en varias galerías en el SoHo. Fue invitado para crear trabajos para las ventanas de Tiffany en Nueva York durante dos años consecutivos. Mientras estuvo en Nueva York, metió 7 compañías de construcción para renovar lofts y apartamentos para aumentar sus ingresos como artista.[cita requerida]

## Filmografía seleccionada
Cine
- ¿Te acuerdas de anoche? (1986)
- Summer School (1987)
- Memories of Murder (1990)
- Me and the Kid (1993)
- Jade (1995)
- Amityville 8ː La casa de las muñecas (1996)
- Star Maps (1997)
- Break Up (1998)
- The Contender (2000)
- Clockstoppers (2002)
- The Banger Sisters (2002)
- Cougar Club (2007)
- Franklin & Bash (2011)
- Pacific Rim (2013)
- Cleaners (2013)

Televisión
- Svengali (1993)
- Halloweentown (1998)
- Horse Sense (1999)
- Halloweentown II: Kalabar's Revenge (2001)
- Ambulance Girl (2005)
- Castle (2009)
- NCIS: Los Ángeles (2011)
- Switched at Birth (2011–2012)
- 90210 (2011–2013)
- Rizzoli & Isles (2012)